# The Way, Way Back
The Way, Way Back är en amerikansk dramakomedifilm från 2013 skriven och regisserad av Nat Faxon och Jim Rash.

## Medverkande i urval
- Steve Carell – Trent Ramsey
- Toni Collette – Pam
- Allison Janney – Betty Thompson
- AnnaSophia Robb – Susanna Thompson
- Sam Rockwell – Owen
- Maya Rudolph – Caitlin
- Liam James – Duncan
- Rob Corddry – Kip
- Amanda Peet – Joan
- River Alexander – Peter Thompson
- Zoe Levin – Steph Ramsey
- Nat Faxon – Roddy
- Jim Rash – Lewis
- Robert Banfield Capron – Kyle
- Ava Deluca-Verley – Katy